# Referéndum de independencia de Argelia de 1962
El 1 de julio de 1962 se celebró un referéndum de independencia en la Argelia francesa. Siguió a la aprobación francesa de los Acuerdos de Évian en un referéndum de abril. Se preguntó a los votantes si Argelia debería convertirse en un estado independiente, cooperando con Francia; el 99,72 % votó a favor con una participación electoral del 91,88 %.
Tras el referéndum, Francia declaró que Argelia era independiente el 3 de julio; la decisión se publicó en el diario oficial al día siguiente, y los líderes argelinos declararon que el 5 de julio (el 132 aniversario de la llegada francesa a Argel) era el Día de la Independencia.

## Antecedentes
La guerra de Argelia fue iniciada por miembros del Frente de Liberación Nacional (FLN) con los ataques de Toussaint Rouge el 1 de noviembre de 1954. Los conflictos proliferaron en Francia, incluida la crisis de mayo de 1958 que llevó a la caída de la Cuarta República. Las fuerzas francesas utilizaron medios brutales para intentar reprimir a los nacionalistas argelinos, alienando el apoyo en la Francia metropolitana y desacreditando el prestigio francés en el extranjero.
En 1960, el presidente francés Charles de Gaulle aceptó las negociaciones con el FLN después de grandes manifestaciones en Argel y otras ciudades. Un referéndum de 1961 sobre permitir la autodeterminación de Argelia fue aprobado por el 75% de los votantes (incluido el 70 % de los que votaron en Argelia). Las negociaciones concluyeron con la firma de los Acuerdos de Évian en marzo de 1962, que fueron aprobados por el 91 % de los votantes en un referéndum el 8 de abril.

## Resultados

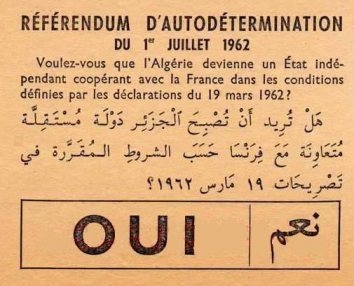
Boleta utilizada en el referéndum

La pregunta del referéndum fue formulada como:
"¿Quieres que Argelia se convierta en un estado independiente, cooperando con Francia en las condiciones definidas en las declaraciones del 19 de marzo de 1962?"
| Opción                             | Votos     | %     |
| ---------------------------------- | --------- | ----- |
| A favor                            | 5,975,581 | 99.72 |
| En contra                          | 16,534    | 0.28  |
| Votos nulos/en blanco              | 25,565    | –     |
| Total                              | 6,017,680 | 100   |
| Votantes registrados/participación | 6,549,736 | 91.87 |
| Fuente: Direct Democracy           |           |       |

## Consecuencias
De acuerdo con los acuerdos de Évian, se permitió a Francia mantener su base naval de Mers El Kébir durante quince años. Sin embargo, todas las fuerzas se retiraron en 1967.
Cuando Argelia dejó de ser parte de Francia, también dejó de ser parte de las Comunidades Europeas.